# Ülker
Ülker este cea mai mare companie de bunuri de larg consum din Turcia, înființată în anul 1944.
Compania este deținută de grupul turc Yildiz Holding, care deține din 2007 și producătorul belgian de ciocolată Godiva.
Grupul Ülker are 53 de fabrici în lume și aproximativ 29.500 angajați (februarie 2011)
Cifra de afaceri în 2008: 10,9 miliarde dolari
Ülker a avut vânzări de circa 7,43 miliarde dolari (5,16 miliarde Euro) în Statele Unite ale Americii, în anul 2006.

## Ülker în România
Firma este prezentă și pe piața românească, fiind unul dintre principalii jucători pe segmentul biscuiților.
Ülker Grup a intrat pe piața locală în 1998 prin intermediul unui importator-distribuitor al dulciurilor în România.
Din anul 2003 a fost înființată compania Eurex Alimentare, deținută integral de grupul turcesc Ülker, în 2006 fiind inaugurată fabrica din Popești Leordeni, în apropiere de București, realizată printr-o investiție de 20 de milioane de euro.
În România Ulker produce și comercializează produsele Biskrem, Tempo, Clip, Albeni, Luna și Petit Beurre.
Număr de angajați în 2011: 280
Începând cu februarie 2011, Ulker România este condusă de un director român, Bogdan Grama.